# Ivan Jelínek
Ivan Jelínek (eigentlich Nikolaus Thomas Jelínek; auch Ivan Gelinek; getauft 28. November 1683 in Königgrätz, Königgrätzer Kreis; † 26. Dezember 1759 in St. Johann unter dem Felsen, Berauner Kreis) war ein böhmischer Benediktinerpater, Organist, Lautenist und Komponist.

## Leben

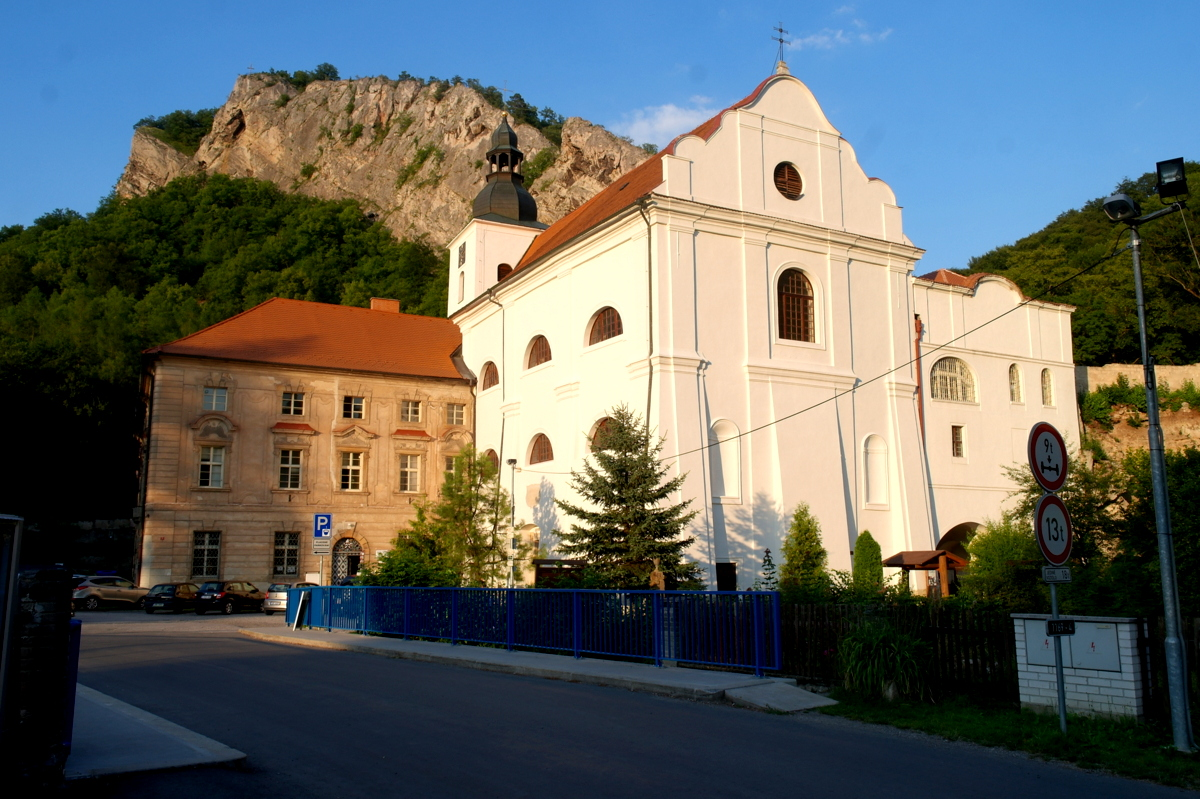
Kloster Sankt Johannes unter dem Felsen, Iwan Jelíneks Wirkungsort

Nikolaus Thomas Jelínek wurde in Königgrätz geboren. Er trat 1704 in das Benediktinerkloster Sankt Johannes unter dem Felsen ein und nahm den Ordensnamen Iwan zu Ehren des Patrons des Klosters an. 1709 empfing er die Priesterweihe, ab 1730 war er Novizenmeister und von 1741 bis 1744 Prior.
Jelínek galt als virtuoser Organist. In seiner Freizeit beschäftigte er sich mit dem Lautenspiel und gilt als einer der letzten Vertreter der böhmischen Lautenisten.
Jelínek verfasste seine Lautentabulaturen für die elfchörige Laute, teilweise in der seinerzeit schon veralteten, von Pierre Gaultier „accord nouveau“ genannten Stimmung A – d – g – h – d′ – fis′.

## Werke
- Suite in G-Dur: Ouverture, Menuett, Sarabande, Menuett II, Bourrée
- Part[ita] cum lituis, violino ac basso in B-Dur (Begleitstimmen verloren): Ouverture, Allemande, Menuett, Gavotte, Canaries, Sarabande, Courante, Menuett, Gavotte, Menuett, Echo
- vier Einzelsätze in d-Moll: Allemande – Courante  – Bourrée – Gigue
- Musica sopra il liuto. Handschriftliche Sammlung mit Lautentabulaturen von Czierwenka, Silvius Leopold Weiss sowie französischer Komponisten